# 莜麦
莜麦（学名：Avena nuda）原产中国的燕麦属品种，又称裸粒型燕麦或裸燕麦。华北地区称之为莜麦，西北地区称之为玉麦，东北地区称之为铃铛麦。
莜麦的营养价值极高，其种子内蛋白质、脂肪的含量超过其他粮食作物。
莜麦磨制的面粉为“莜面”，是内蒙古中西部、山西北部地区、河北省西部、陕西省北部（基本上是晋语区）、北京市延庆区（邻接河北省，旧时属察哈尔省，语言偏向晋语）人们的常见食物，莜面经过加工后的面食有莜面栲栳栳、莜面饸饹等。